# 紫味院信号场
紫味院信號場（：／ Jamiwon yeok */?）是太白線沿線的一座线路所，位於韓國江原道旌善郡南面。

## 历史
- 1966年1月15日 - 落成使用[1]。

## 邻近车站
韩国铁道公社
太白線
鸟洞信号场－紫味院信號場－民東山